# 欧洲顶尖工业管理者高校联盟
欧洲顶尖工业管理者高校联盟（英語：Top International Managers in Engineering）是一个工程学校和理工學院的联盟网络。它是欧洲最早的工程学高校联盟。T.I.M.E.联盟在欧洲及全世界提供研究生交换和双文凭项目，以使学生能够实现更广泛的、高级别的科学工程学教育，并获得跨文化经验。

## 聯盟校列表

### 欧洲各国
奥地利：
- 维也纳科技大学（TUW）

 比利时：
- 蒙斯大学理工学院（UMONS）
- 法语天主教鲁汶大学（UCL）
- 布魯塞爾自由大學 (法語區)（ULB）
- 列日大学（ULG）
- 布鲁塞尔自由大学 (荷语区)（VUB）

 捷克：
- 布拉格捷克理工大学（CVUT）

 丹麦：
- 丹麦技术大学（DTU）

 西班牙：
- 马德里理工大学（UPM）
- 瓦伦西亚理工大学（UPV）
- 科米利亚斯主教大学（英语：Comillas Pontifical University）（UPCo）
- 塞维利亚大学-ETSI
- 加泰罗尼亚理工大学（UPC）

 法國：
- 中央理工-高等电力学院
  - 原巴黎中央理工学院（ECP）
  - 原高等电力学院（Supelec）
- 里尔中央理工学院（ECLi）
- 里昂中央理工学院（ECLy）
- 马赛中央理工学院（ECM）
- 南特中央理工学院（ECN）
- 国立桥路学校（ENPC）
- ENSTA巴黎高科（英语：ENSTA ParisTech）（ENSTA）
- 国立高等航空航天学院（Supaero）

 德国：
- 亚琛工业大学（RWTH）
- 柏林工业大学 （TUB）
- 达姆施塔特工业大学 （TUDa）
- 德累斯顿工业大学 （TUDr）
- 慕尼黑工业大学 （TUM）
- 斯图加特大学（UST）
- 汉诺威莱布尼茨大学（LUH）（2018年8月起）

 希腊：
- 塞萨洛尼基亚里士多德大学（AUTH）
- 国立雅典理工大学（NTUA）

 匈牙利：
- 布達佩斯科技經濟大學（BME）

 義大利：
- 米蘭理工大學（PoliMi）
- 都灵理工大学（poliTo）
- 帕多瓦大學（UniPd）
- 特伦托大学（UniTn）

 挪威：
- 挪威科技大學（NTNU）

 波蘭：
- 弗罗茨瓦夫理工大学（英语：Wrocław University of Technology）（PWR）
- AGH科技大学（英语：AGH University of Science and Technology）（AGH）

 葡萄牙：
- 里斯本高等理工学院（英语：Instituto Superior Técnico）-里斯本大学（IST）

 俄羅斯：
- 鲍曼莫斯科国立技术大学 （BMSTU）
- 莫斯科理工大学（英语：Moscow Technological University） - 高等教育联邦国家预算教育机构 MIREA
- 托木斯克理工大学（TPU）
- 圣彼得堡国立技术大学（SPbPU）

 瑞典：
- 皇家工学院（KTH）
- 隆德大学（LTH）

 土耳其：
- 伊斯坦布尔理工大学（ITU）

### 欧洲外
：
- 昆士兰大学（UQ）

 巴西：
- 圣保罗大学（USP）
- 坎皮纳斯州立大学（UNICAMP）

 加拿大：
- 蒙特利尔理工大学（POLY MTL）（2018年8月起）

 中國：
- 西安交通大学（XJTU）
- 北京航空航天大学（BUAA）

 日本：
- 同志社大學（DOSHISHA）
- 慶應義塾大學（KEIO）
- 东北大学（TOHOKU）